# Gilbert Talbot, VII conde de Shrewsbury
Gilbert Talbot, VII conde de Shrewsbury, VII conde de Waterford, XIII barón Talbot, de la Orden de la Jarretera (20 de noviembre de 1552 - 8 de mayo de 1616), conocido como Lord Talbot desde 1582 hasta 1590, fue un par en la nobleza de Inglaterra. También ostentaba los títulos subsidiarios de decimosexto barón Strange de Blackmere y XII barón Furnivall.

## Vida
Fue el hijo mayor superviviente de George Talbot, VI conde de Shrewsbury, fruto del primer matrimonio de este con Gertrude Manners, hija del Thomas Manners, I conde de Rutland. Nació el 20 de noviembre de 1553.
El 6 de febrero de 1568, Gilbert se casó con Mary Talbot, condesa de Shrewsbury, hija de su nueva madrastra, Bess of Hardwick; Mary heredó gran parte del carácter fuerte de su formidable madre. Cuando Bess y su esposo tuvieron problemas, Gilbert tomó el partido de su esposa y su suegra contra su propio padre. Sin embargo, cuando el viejo conde murió en 1590, Gilbert negó a Bess la porción que le correspondía como viuda, lo que provocó una ruptura entre ellos. Parece haber sido una persona sumamente belicosa, enemistándose no solo con su madrastra sino también con su hermano y otros miembros de la familia, sus arrendatarios e incluso la propia Elizabeth I. Fue eclipsado por su formidable esposa: Francis Bacon comentó que ella era sin duda "más grande que él".
Los hijos de su matrimonio con Mary Cavendish fueron:
- Lady Mary Talbot (1580-1649), quien se casó con William Herbert, III conde de Pembroke.
- Lady Elizabeth Talbot (1582-1651), quien se casó con Henry Grey, VIII conde de Kent.
- Lady Alethea Talbot (1585-1654), quien se casó con Thomas Howard, XXI conde de Arundel.[3]

|                                 |
| Elizabeth Gray, condesa de Kent |

|                                            |
| Alethea Howard, condesa de Arundel en 1620 |

Dos hijos, George y John, fallecieron en la infancia.
Gilbert Talbot fue elegido Caballero de shire por Derbyshire en 1572. Como regalo de Año Nuevo para 1574, Talbot le obsequió a su padre un jubón perfumado. En 1576, Talbot y su esposa se alojaron en el Castillo Goodrich en Herefordshire y enviaron a su padre un obsequio de productos locales, un gorro de Monmouth, botas de Ross y pera. El 1 de mayo de 1578, Talbot paseaba por el patio de torneos en el Palacio de Greenwich, y por casualidad vio a la Reina Isabel en la ventana de la galería que daba al patio, en su bata de noche. Más tarde, ella lo golpeó en la frente y le contó al Lord Chamberlain, conde de Sussex, sobre el incidente de la mañana. Talbot lo consideró como un gesto de favor y escribió a su padre al respecto.

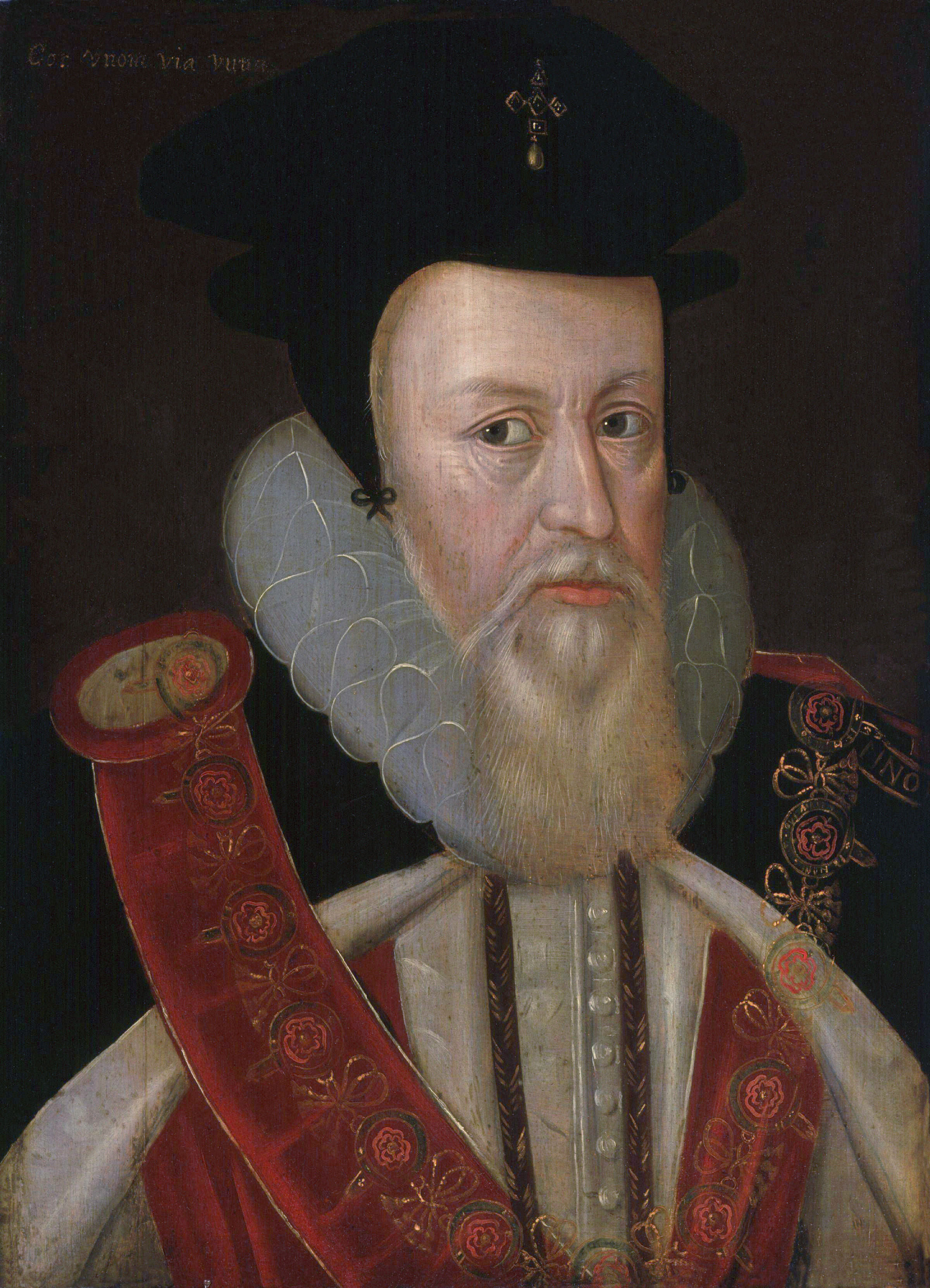
William Cecil

En enero de 1589, escribió a William Cecil desde la Mansión Handsworth expresando simpatía por el clima invernal y le envió una manta y algunos productos alimenticios de Hallamshire. Fue convocado a la Cámara de los Lores como Barón Talbot en 1589 y se convirtió en el séptimo conde de Shrewsbury tras la muerte de su padre en 1590.
En 1592, fue nombrado Caballero de la Orden de la Jarretera, pero se peleó con su antiguo amigo John Stanhope cuando el hermano de John obtuvo el cargo de Conde mariscal de Campo de Inglaterra, que Gilbert había asumido que sería para él. El hermanastro de Gilbert, Charles Cavendish, desafió a Stanhope a un duelo en su nombre, pero no se llevó a cabo. (Se descubrió que Stanhope llevaba un jubón a prueba de espadas). Isabel I estaba disgustada y tomó partido por Stanhope. Después de esto, Gilbert desafió a su propio hermano Edward a un duelo por un arrendamiento, pero Edward se negó a pelear con él. Gilbert acusó a su hermano de planear envenenarlo, pero perdió su caso contra él.
Shrewsbury contrató a un relojero, Michael Neuwers, para fabricar relojes de campana en 1599. Ofreció una cena magnífica en Londres para un embajador francés, Aymar de Chaste, en mayo de 1600, y después una gran multitud fue entretenida por un acróbata francés que actuaba en una cuerda.

### Reinado de Jacobo I de Inglaterra y VI de Escocia
En la Unión de las Coronas en 1603, Shrewsbury hospedó a la familia real Estuardo en Worksop Manor mientras viajaban hacia el sur. Jacobo VI de Escocia visitó primero y fue recibido por cazadores vestidos de verde. Ana de Dinamarca, Isabel Estuardo y Enrique Estuardo llegaron en junio. Shrewsbury hizo amistad con el secretario de la reina, William Fowler. Su séquito era desordenado, y Shrewsbury, con el duque de Lennox y el conde de Cumberland, hizo una proclamación en Worksop de que todos los seguidores sin roles formales debían irse.
Shrewsbury se convirtió en mecenas de las artes, al igual que su hija Alethea, quien se convirtió en condesa de Arundel por su matrimonio con Thomas Howard en 1606. Shrewsbury también estaba interesado en el deporte, aunque a veces padecía de gota, y escribió en septiembre de 1607 que estaba postrado en un sofá en Sheffield Lodge, "ni apto para el fútbol ni para el tenis". Le envió al conde de Shrewsbury un estuche de cuchillos con mangos que representaban a los doce apóstoles, de manufactura de Sheffield. 
|                                        |
| Jacobo I de Inglaterra y VI de Escocia |

|                                    |
| Robert Cecil, I Conde de Salisbury |

|                                        |
| Edward Talbot, VII conde de Shrewsbury |

|                                        |
| Arabella Estuardo, su sobrina huérfana |

Además de criar a sus tres hijas, Gilbert y Mary Talbot pasaron mucho tiempo con su sobrina huérfana, Arabella Estuardo. La caída de Arbella, quien como pariente más cercano del rey Jacobo I de Inglaterra y VI de Escocia lo había ofendido enormemente al casarse sin su consentimiento, tuvo graves consecuencias para Gilbert y Mary: Mary, que había ayudado al matrimonio, fue a la Torre de Londres como resultado, y Gilbert perdió su asiento en el Consejo Privado.
En ausencia de un heredero varón, su hermano menor, Edward Talbot, VIII de Shrewsbury, heredando el título de conde de Shrewsbury. Sin embargo, algunas de las extensas propiedades pasaron entonces (o después de la muerte de Eduardo) a sus hijas.